# Наполеон (десерт)
Вижте пояснителната страница за други значения на Наполеон.
Милфьой (на френски: Mille-feuille), в България и други страни по-познат като Наполеон (вж. по-долу), е многопластов десерт от възможен френски произход. Днес е приет за френски десерт, но неговият същински произход всъщност остава неизвестен. Името му се превежда като „хиляди листа“.
Според оригиналната рецепта десертът се състои от три слоя бутер тесто, редувани с два слоя сладкарски крем, вместо който понякога може да послужи сладко или сметана. Най-горният тестен слой се поръсва с какао, пудра захар или натрошени ядки. Рецептата е описана за пръв път през 1651 година от французина Пиер де ла Варен, а по-късно Мари-Антоан Карем я подобрява. В наши дни има и солени вариации на десерта.

## Вариации и имена по света
Въпреки че нерядко се свързва с френския император, името Наполеон вероятно идва от френското прилагателно име napolitain (неаполитански)
Кремов сладкиш е името на десерта в немскоговорещите части на Австрия и Швейцария.
В Италия се нарича Mille foglie, като пълнежите са подобни. Италианският вариант се отличава със слоеве бутер тесто с пандишпан. Италианците приготвят и версии със спанак, сирене, песто и/или други.
За направата на сладкиша в Швеция и Финландия се използва яйчен крем, бита сметана и сладко. Горната му част се залива с желе от френско грозде и захарна глазура.
Във Великобритания се нарича ванилово парче или парче от крем, но понякога и Наполеон.
Наполеон е често срещаното име на десерта и в Русия, където се прави или със „сладко масло“, или със сладкарски крем. Обикновено слоевете са повече в сравнение с френската версия, но височината е същата. В руската литература се споменава торта с това име още през първата половина на XIX век.
В Канада също е познат като Наполеон. Приготвя се с яйчен крем или сметана, но е възможна и комбинация от двете. Използва се и бадемов крем. Според един френско-канадски начин се прави с грахамени бисквити вместо бутер тесто, а пудингът заема мястото на яйчения крем.
В Южна Африка и Зимбабве го наричат яйчен крем на парче.
Във Филипините и Чили се състои от два слоя, намазани с крем и гарнирани със захарна глазура.
В Полша се нарича Наполеонка или Кремовка. Между двата слоя тесто се слага гъста сметана.
В Мароко и Алжир десертът се нарича просто Милфьой или Милфа; имената представляват комбинация от думите, съставящи френското такова.
Според унгарската рецепта се гарнира с бита сметана и карамел.
В Хонг Конг използват маслен крем и орехи.
В страните от бивша Югославия съществува подобен десерт, носещ името кремпита.